# Kankaanjärvi (Hietaniemi socken, Norrbotten, 737241-183922)
Kankaanjärvi är en sjö i Övertorneå kommun i Norrbotten och ingår i Sangisälvens huvudavrinningsområde. Sjön har en area på 0,0516 kvadratkilometer och ligger 136 meter över havet.

## Delavrinningsområde
Kankaanjärvi ingår i det delavrinningsområde (737244-183952) som SMHI kallar för Mynnar i Linkkabäcken. Medelhöjden är 143 meter över havet och ytan är 0,35 kvadratkilometer. Det finns inga avrinningsområden uppströms utan avrinningsområdet är högsta punkten. Vattendraget som avvattnar avrinningsområdet har biflödesordning 3, vilket innebär att vattnet flödar genom totalt 3 vattendrag innan det når havet efter 58 kilometer. Avrinningsområdet består mestadels av skog (38 procent). Avrinningsområdet har 0,03 kvadratkilometer vattenytor vilket ger det en sjöprocent på 9,2 procent.